# Børre Falkum-Hansen
Børre Erik Falkum-Hansen (ur. 13 sierpnia 1919 w Oslo, zm. 24 czerwca 2006 tamże) – norweski żeglarz sportowy. Srebrny medalista olimpijski z Helsinek.
Zawody w 1952 były jego jedynymi igrzyskami olimpijskimi. Medal wywalczył w klasie 5,5 m. Załogę jachtu tworzyli również Peder Lunde i jego żona Vibeke.